# Fort Deposit
Fort Deposit – miasto w Stanach Zjednoczonych, w stanie Alabama, w hrabstwie Lowndes. W roku 2023 miasto zamieszkiwały 1153 osoby, a gęstość zaludnienia wynosiła 79 osób/km².